# 通达镇
通达镇，是中华人民共和国黑龙江省绥化市明水县下辖的一个行政建制镇。
明水县人民政府相关文件中，将国营林场和明水种畜场的指标情况包含在通达镇内。

## 行政区划
通达镇下辖以下地区：
集体村、新胜村、太平村、繁华村、前进村、勤劳村、平原村、友爱村、永胜村、革新村和永跃村。